# Forcipomyia albontata
Forcipomyia albontata är en tvåvingeart som först beskrevs av Jean-Jacques Kieffer 1910.  Forcipomyia albontata ingår i släktet Forcipomyia och familjen svidknott. Inga underarter finns listade i Catalogue of Life.